# Alphonse Weicker
Ferdinand Maria Alphons Weicker, genannt Alphonse Weicker, (* 14. Januar 1891 in Sandweiler; † 12. Februar 1973 ebendort) war ein luxemburgischer Fußballspieler und Bankier.

## Leben und Wirken
Er war der Sohn des luxemburgischen Ökonoms und Politikers Jean-Baptiste Weicker.
Weicker studierte Rechts- und Wirtschaftswissenschaften in Paris, München, Köln und Genf. Dann war er viele Jahre als Anwalt in Luxemburg-Stadt tätig.
Alphonse Weicker wurde zunächst als Fußballspieler bekannt. Auf Vereinsebene spielte er als Torwart für Spora Luxembourg, heute RFC Union Luxemburg und wurde in der Nationalmannschaft einmal als Torwart für ein Länderspiel gegen Frankreich 1911 eingesetzt. Er war der erste Fußballspieler in der Fußballgeschichte Luxemburgs, der eine Spielerlizenz erhielt. Insgesamt war er nur ein Jahr als Spieler tätig, so vom 1. Juli 1911 bis zum 1. Juli 1912.
Dann konzentrierte sich auf seine Karriere als Bankier und wurde 1919 Mitbegründer der BGL-Banque générale du Luxembourg, heute BGL BNP Paribas, wo er auch von 1919 bis 1969 der Vorstandsvorsitzende bzw. Präsident war. Außerdem war er Präsident der Künstlervereinigung von Luxemburg (1950 bis 1958) sowie des Industriellenverbandes von Luxemburg (1953 bis 1966).
In Luxemburg ist eine Stiftung, ein Gebäude der Universität von Luxemburg-Stadt (Weicker-Building), eine Straße und eine Haltestelle der Straßenbahnlinie nach ihm benannt.
Er starb im Alter von 82 Jahren in Sandweiler, wo er auch beigesetzt ist.